# 2016년 후쿠시마현 해역 지진
2016년 후쿠시마현 해역 지진(일본어: 2016年福島県沖地震)은 2016년 11월 22일 오전 5시 59분 후쿠시마현 해역에서 발생한 규모 Mw 6.9의 지진이다. 이 지진은 대륙판 내부에서 일어난 정단층형 지진으로, 깊이는 25km이다. 또한 이 지진은 2011년 3월 11일 일어났던 도호쿠 지방 태평양 해역 지진의 여진이다.
이 지진으로 홋카이도부터 와카야마현 사이 태평양 연안 지역에서 지진 해일을 관측했다. 공식적으로 센다이항에서는 144cm의 쓰나미를 관측했다. 하지만, 히가시마쓰시마시에서는 사후 지질학적 측정 결과 최대 4m의 지진 해일이 덮쳤던 것이 확인되었다. 이 지진으로 인한 부상자는 총 21명이다.

## 각지의 진도
진도 5약의 흔들림을 관측한 곳은 다음과 같다.
| 진도 | 도도부현   | 시구정촌 |
| ---- | ---------- | --- |
| 5약  | 후쿠시마현 | 시라카와시 스카가와시 구니미정 가가미이시정 덴에이촌 이즈미자키촌 나카지마촌 아사카와정 이와키시 히로노정 나라하정 후타바정 나미에정 미나미소마시(가시마구) |
| 5약  | 이바라키현 | 다카하기시 |
| 5약  | 도치기현   | 오타와라시 |

이외에 북쪽으로는 홋카이도 시베쓰정까지, 서쪽으로는 돗토리현 유리하마정까지, 남쪽으로는 도쿄도 하치조정까지 홋카이도에서 주고쿠 지방까지 일본 광범위한 지역에서 진도 1에서 4 사이의 진동을 관측했다.
일본 기상청의 추계진도분포표에서는 후쿠시마현 나라하정 일부 지역에서 진도 5강의 흔들림이 있었다고 보고 있으며, 후쿠시마현 고오리정, 가쓰라오촌, 후쿠시마시, 야나이즈정, 이시카와정, 이바라키현 히타치시, 히타치오타시, 기타이바라키시 일부 지역에서 진도 5약의 흔들림이 있었다고 추정하고 있다.

## 지진 해일
지진 발생 직후인 오전 6시 2분엔 후쿠시마 현 앞바다에 쓰나미경보가, 그 외 아오모리 현 태평양 연안부터 지바 현 구주구리 해안까지 쓰나미주의보가 발령되었다. 이후 7시 26분 쓰나미주의보가 이즈 제도까지 발령되었으며 8시 9분엔 미야기 현 앞바다에도 쓰나미경보가 발령되었다. 이후 12시 50분 최종적으로 전 지역에 쓰나미주의보가 해제되었다.
일본 기상청 발표에 따르면, 미야기현 센다이항에서는 144 cm의 쓰나미를 관측했다. 또한, 후쿠시마 현에서도 최대 84 cm의 쓰나미를 관측했다.

## 같이 보기
- 2016년 지진
- 일본의 지진 목록
- 도호쿠 지방 태평양 해역 지진
- 후쿠시마현 하마도리 지진
- 2021년 후쿠시마현 해역 지진